# ヤブミョウガ
ヤブミョウガ（薮茗荷、学名 Pollia japonica）は、ツユクサ科に分類される多年生草本植物である。

## 分布
東アジア（中国、朝鮮半島、台湾、日本）に分布し、日本では関東地方以西の暖地の林縁などに自生するが、湿気の多い土地を好む。
沖縄県の山地にはコヤブミョウガ（学名 Pollia_miranda）が自生するが、この種は以前には本種の変種(var. minor )とされていた。

## 特徴
5月頃から発芽し、夏にかけて草丈 50cm〜 1m 前後に生長、ミョウガに似た長楕円形の葉を互生させ、葉の根元は茎を巻く葉鞘を形成する。葉は茎の先端部分だけに集中する。なお本種の葉は表面がざらつくところ、葉が2列に出ないことなどでミョウガと区別できる。なお、ミョウガはショウガ科であり、花の構造は全く異なる。
8月頃になると茎の先端から花序をまっすぐ上に伸ばし、白い花を咲かせる。花には両性花と雄花があり、前者は白い雌蘂が目立ち、後者は黄色い葯の付いた雄蘂が目立つところで判別できる。白い花弁が 3枚、萼も白く 3枚、雄蘂 6本、雌蘂 1本で、花冠の直径は 8mm 程度である。
花が終わると初秋にかけて直径 5mm 程度の球状の実を付け、じきに葉を落とす。実は若いうちは緑色で、熟すと濃い青紫色になる。この種子のほか、地下茎を伸ばしても殖え、群生する。

## 写真

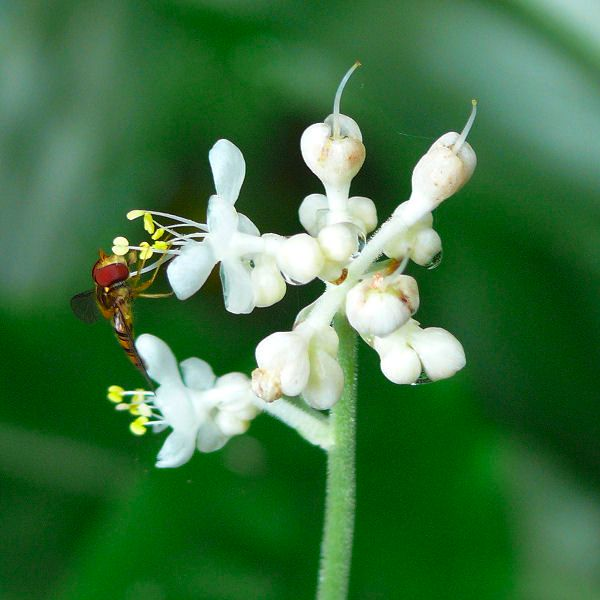
花。左側が両性花（黄色い雄蘂が見える）、上側が雌花。
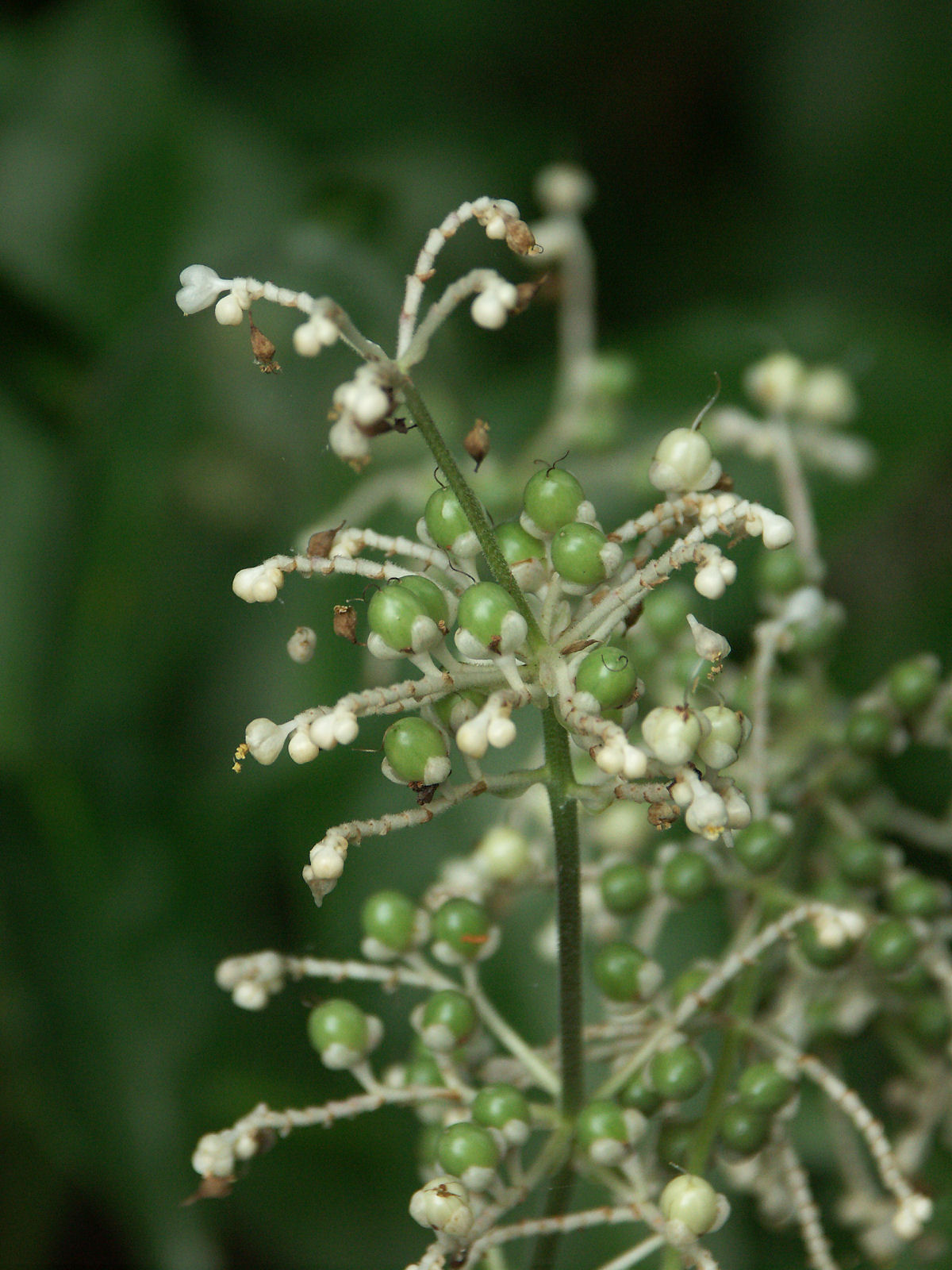
若い実、緑色をしている
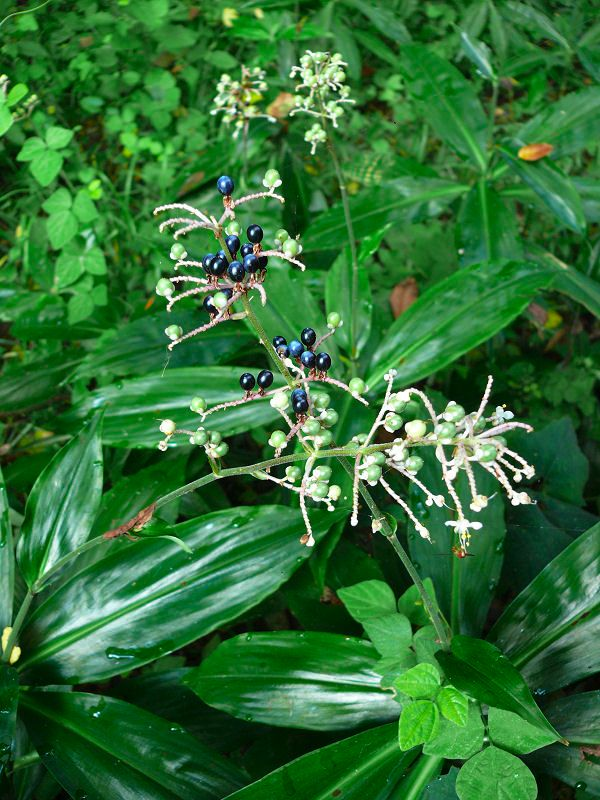
実は熟すと濃い紫色になる

## 人間とのかかわり

### 食用
若芽は、初夏の葉が開ききらないうちに採取し、塩茹でしてそのままで、または炒め物や汁物などにして食用にされる。

## ヤブミョウガ属
ヤブミョウガ属（学名 Pollia Thunb.）は、ツユクサ科に分類される多年草。
東半球の熱帯から亜熱帯、温帯の暖地に分布する。
地上茎は直立し、葉は互生する。花は球形または卵形。実は熟しても裂開せず、紫色がかる。また根茎を伸ばしても殖える。

### 主な種
- Pollia americana Faden[5]
- Pollia crispata (R.Br.) Benth.[6]
- ナンゴクヤブミョウガ Pollia hasskarlii R. S. Rao
日本では石垣島に分布し、絶滅危惧II類(VU)に指定されている。[7]
- ヤブミョウガ Pollia japonica Thunb.
- コヤブミョウガ Pollia_miranda
沖縄県・鹿児島県（甑島・屋久島以南）に自生する。ヤブミョウガに似るが、背丈が低く、花の数も少ない。
- Pollia macrobracteata D. Y. Hong
- Pollia miranda (Levl.) Hara
- ザルゾコミョウガ Pollia secundiflora (Blume) Bakh. f
日本では石垣島に分布し、沖縄県版RDBで絶滅危惧II類に指定されている。[8]
- Pollia siamensis (Craib) Faden ex D. Y. Hong
- Pollia subumbellata C. B. Clarke
- Pollia thyrsiflora (Blume) Endley ex Hasskarl

※ヤンバルミョウガ Forrestia chinensis は同じツユクサ科だが別属。